# Pizzofalcone
La colina de Pizzofalcone, también conocida con el nombre de Monte di Dio, es una zona de Nápoles, Italia, incluida en el barrio San Ferdinando situada entre el Borgo Santa Lucia, el Chiatamone y Chiaia.

## Etimología
El nombre de Pizzofalcone data de mediados del siglo XIII, cuando la colina aún no formaba parte del tejido urbano de la ciudad. El rey de Nápoles Carlos de Anjou decidió practicar en esta zona la caza al halcón, haciendo construir en la colina una halconera para la «real caza de halcones». El nombre Monte di Dio procede por su parte de la iglesia homónima fundada en el siglo XVI al final de la Via Monte di Dio, que no se conserva en la actualidad.

## Historia

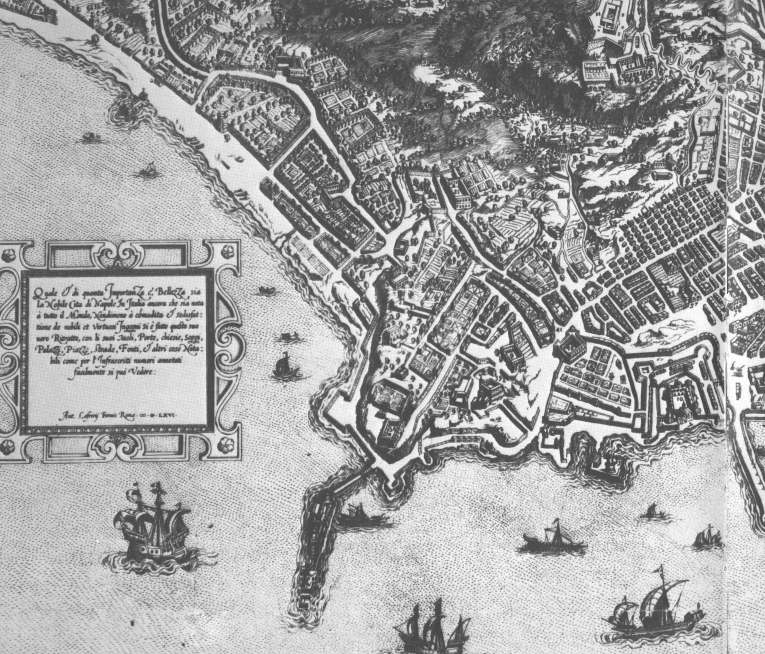
La vista Lafrery del 1566.

Aquí nació la colonia Parténope en el tercer cuarto del siglo VIII a. C., que incluía el territorio comprendido entre el islote de Megaride y la colina de Pizzofalcone. En la época romana, la zona formaba parte de la Villa de Licinio Lucullo. En la cima de la colina, en el sitio arqueológico del Monte Echia, se conservan algunos restos de la villa. Tras la caída del Imperio romano de Occidente, a partir de finales del siglo V d. C., Pizzofalcone fue ocupada por una importante comunidad de monjes basilianos, que en el siglo VII adoptaron la regla de san Benito.
En 1442 Nápoles fue asediada por Alfonso V de Aragón. En esta época, la zona de Pizzofalcone estaba fuera de las murallas de la ciudad. Para aguantar los ataques se construyó un bastión, llamado Fortelicio di Pizzofalcone, que posteriormente se mantuvo como protección de la ciudad.
La verdadera urbanización de la zona se inició en 1509, cuando el conde de Santa Severina, Andrea Carafa della Spina, compró terrenos del monasterio de los santos Pedro y Sebastián para construir su villa. En la escritura de compraventa se tiene la última mención del Fortelicio di Pizzofalcone, probablemente demolido durante la ampliación de las murallas de la ciudad. En la vista Lafrery de 1566, ya está clara la estructura urbanística de la zona. Al virrey Don Pedro de Toledo se debe la ampliación del siglo XVI que por primera vez englobó dentro de las murallas al Monte Echia, todavía en época aragonesa fortaleza militar exterior a la ciudad.
El puesto de caza construido por órdenes de Carlos de Anjou fue demolido para permitir la construcción de una cárcel, que fue convertida posteriormente en un cuartel militar, que en el siglo XIX estaba ocupado por los granaderos de la Guardia Real. En la misma zona se situaba el Reale Officio Topografico, donde se realizaban los mapas topográficos, geográficos e hidrográficos del Reino de las Dos Sicilias. El edificio tenía además un observatorio astronómico.
Tras el deslizamiento de tierras producido la tarde del 28 de enero de 1868, los ingenieros militares realizaron varios estudios para averiguar si la catástrofe se debió a un defecto en la construcción de los muros de contención; en esta ocasión, el ingeniero Alfonso Guerra realizó la primera planta de las cuevas del Monte Echia para documentar la existencia de cavidades a las cuales se tenía acceso desde los edificios situados en la Via Santa Lucia y la Via Chiatamone.
A finales del siglo XIX, con la construcción de la Via Caracciolo y las tierras ganadas al mar, el espolón del monte cerca de la Via Chiatamone fue redimensionado.

## Monumentos y lugares de interés

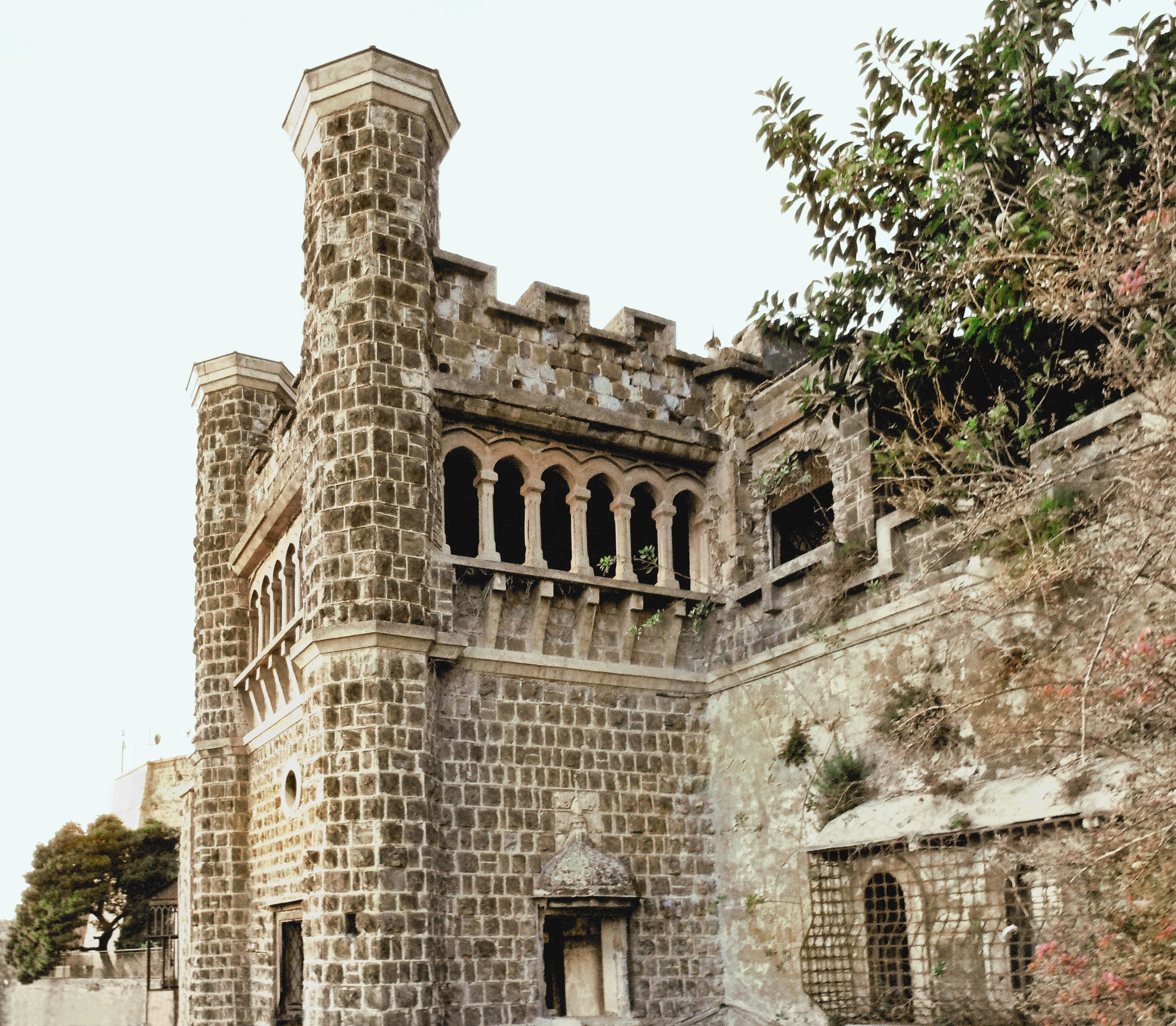
La Villa Ebe desde las rampas de Pizzofalcone.

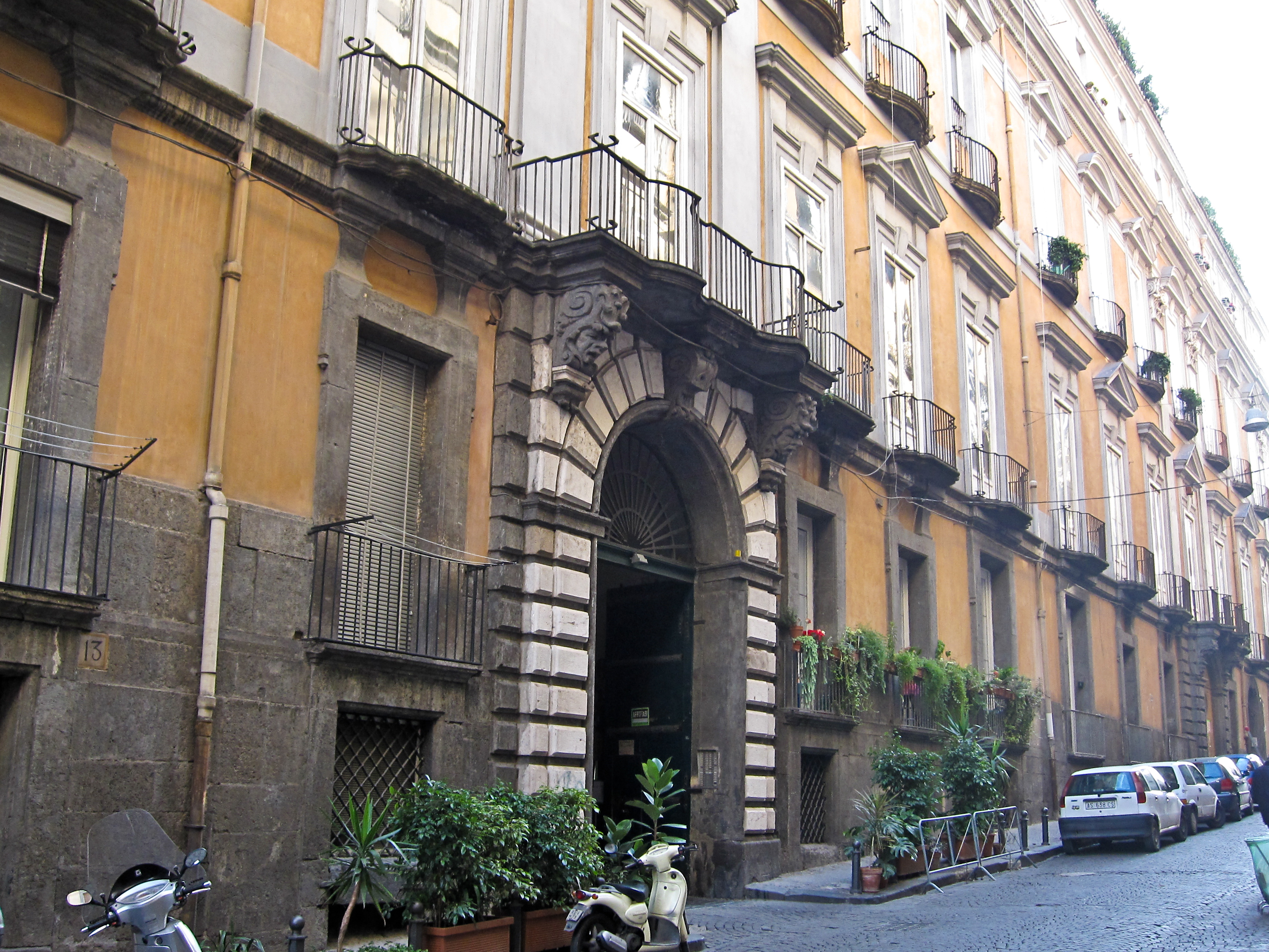
Fachada del Palazzo Serra di Cassano hacia la Via Monte di Dio.

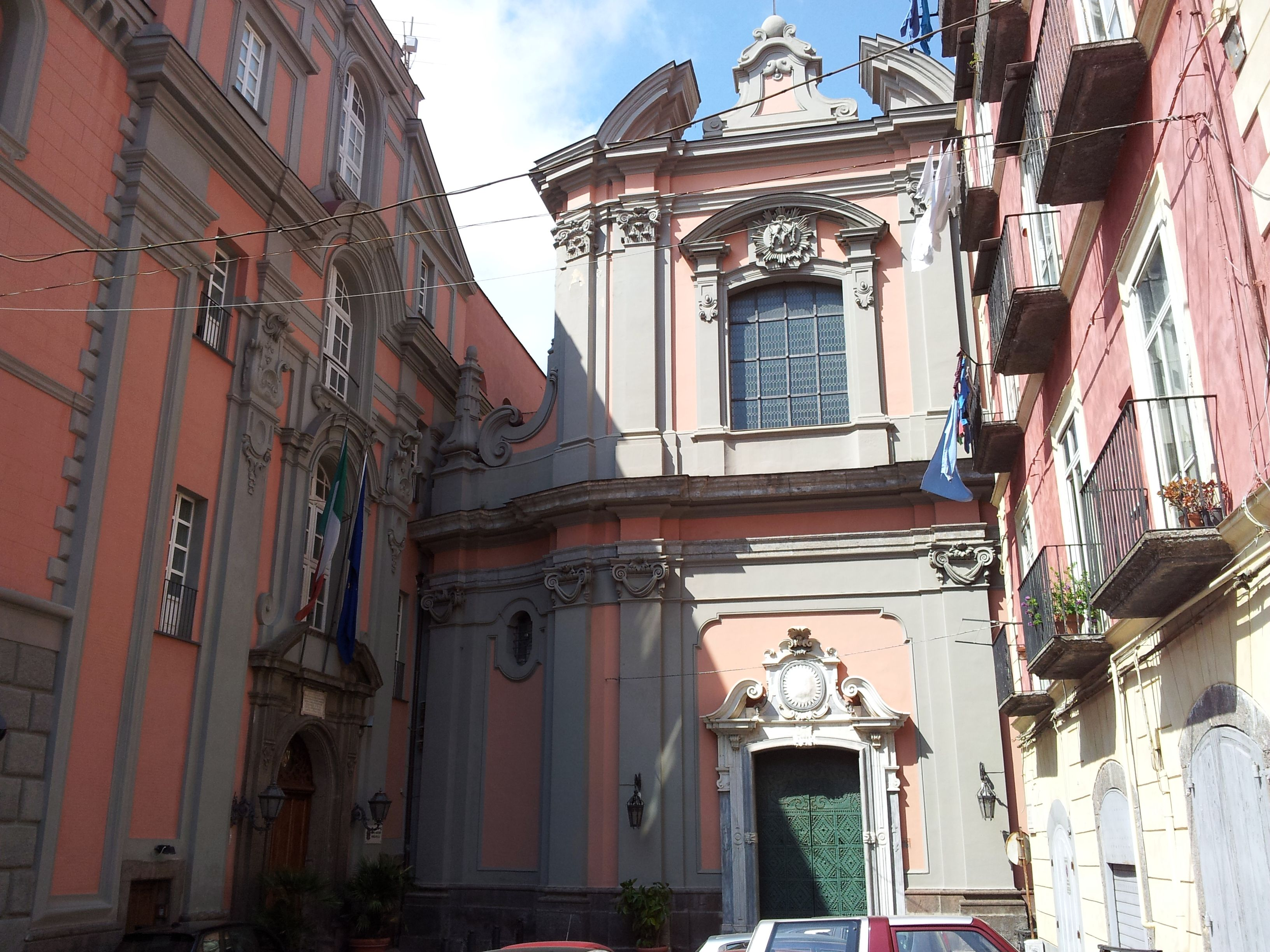
La iglesia de la Nunziatella.

La zona de Pizzofalcone, en la parte sur del barrio San Ferdinando, conserva numerosos lugares de interés histórico y artístico pese a su pequeña extensión.
En la cima de la colina está el sitio arqueológico del Monte Echia, con su mirador con vistas del Golfo de Nápoles y los restos de la Villa de Licinio Lucullo. Desde aquí se puede descender al Chiatamone, al Borgo Santa Lucia y al Borgo Marinari a través de las rampas de Pizzofalcone, a lo largo de las cuales se puede admirar la Villa Ebe, obra del arquitecto Lamont Young. También en el Monte Echia se sitúan el Palazzo Carafa di Santa Severina y la iglesia de la Immacolatella a Pizzofalcone, primeros asentamientos urbanos de la zona. Antiguamente también se situaba aquí la entrada principal del Gran Quartiere di Pizzofalcone. Desde finales del siglo XIX, la entrada de este cuartel se trasladó a la Via Monte di Dio.
La calle principal de acceso al Monte Echia es la Via Egiziaca a Pizzofalcone. Esta calle conducía al cuartel y era la calle comercial de la zona, mientras que la paralela Via Monte di Dio era la calle residencial. Gran parte del lado este de la calle estaba ocupada por el convento dell'Egiziaca a Pizzofalcone y la Iglesia de Santa Maria Egiziaca a Pizzofalcone, obra de Cosimo Fanzago. En el lado opuesto de la calle destaca el Palazzo Serra di Cassano, que tenía su entrada principal por la Via Egiziaca. Posteriormente, en 1799, el hijo del duque, Gennaro Serra di Cassano, fue condenado a muerte por haberse unido a la República Partenopea. Desde entonces la puerta principal está cerrada por luto y el acceso al palacio se realiza por la Via Monte di Dio. Actualmente tiene aquí su sede el Istituto Italiano per gli Studi Filosofici.
Desde la Via Egiziaca se puede descender hacia la Piazza Plebiscito y el mar atravesando el Pallonetto di Santa Lucia, núcleo histórico del Borgo Santa Lucia. Aquí se encuentran la Iglesia de Santa Maria della Solitaria y el Museo Artistico Industriale Filippo Palizzi, alojado en la sede del Istituto Statale d'Arte Filippo Palizzi.
Paralela a la Via Egiziaca es la Via Monte di Dio. Como ya se ha dicho, al final de esta calle se sitúa el Gran Quartiere di Pizzofalcone. Actualmente, este cuartel dedicado a Nino Bixio aloja un reparto móvil de la Polizia di Stato. El nombre de la calle procede de que hasta el siglo XIX en lugar de la entrada del cuartel se situaba la iglesia de Monte di Dio. En el lado oeste de la calle, en el Largo Generale Parisi, está la Scuola Militare Nunziatella, uno de los institutos de formación militar más antiguos del mundo. De este mismo complejo también forma parte la Iglesia de la Nunziatella, construida en 1588 y remodelada en 1736 por el arquitecto Ferdinando Sanfelice. También aquí se sitúa el Palazzo della SIP (Palazzo Pacanowski), construido a principios de los años sesenta, actualmente sede de la Universidad de Nápoles Parthenope.
Bajando por la Via Monte di Dio se encuentran numerosos palacios construidos en el siglo XVIII, el ya citado Palazzo Serra di Cassano y el Teatro Politeama, hasta llegar a la Piazza Santa Maria degli Angeli. Actualmente la plaza está ocupada por las obras para la construcción de la estación Chiaia - Monte di Dio de la Línea 6 del Metro de Nápoles. En la plaza se sitúan la Basílica de Santa Maria degli Angeli a Pizzofalcone y el Palazzo Ciccarelli di Cesavolpe. Al lado de la plaza se encuentra el Ponte di Chiaia, que garantiza la conexión con la zona de San Carlo alle Mortelle y, mediante un ascensor, la conexión peatonal con la Via Chiaia.
Desde esta plaza, recorriendo la Via Gennaro Serra, se llega a la Piazza Plebiscito. En esta calle está la entrada de la Galleria Borbonica, construida por órdenes de Fernando II de Borbón para garantizarse, en caso de tumultos populares, una vía de escape hacia el mar.